# In the Power of the Hypnotist
Pour plus de détails, voir Fiche technique et Distribution.
In the Power of the Hypnotist est un film américain sorti en 1913, tourné Jacksonville, en Floride et réalisé par Sidney Olcott, avec lui-même, Jack J. Clark et Gene Gauntier.

## Fiche technique
- Réalisation : Sidney Olcott
- Scénario : Gene Gauntier
- Production : Gene Gauntier Feature Players
- Distribution : Warner's Feature
- Directeur de la photo :
- Décors : Allan Farnham
- Longueur : 3 000 pieds
- Date de sortie : 1913

## Distribution
- Sidney Olcott : Gondorza
- Gene Gauntier : la fille de Gondorza
- Jack J. Clark : le détective

## Production
Le film a été tourné à Jacksonville en Floride.